# Baldaši
Baldaši is een plaats in de gemeente Vižinada in de Kroatische provincie Istrië. De plaats telt 34 inwoners (2001).